# Michele Capobianco

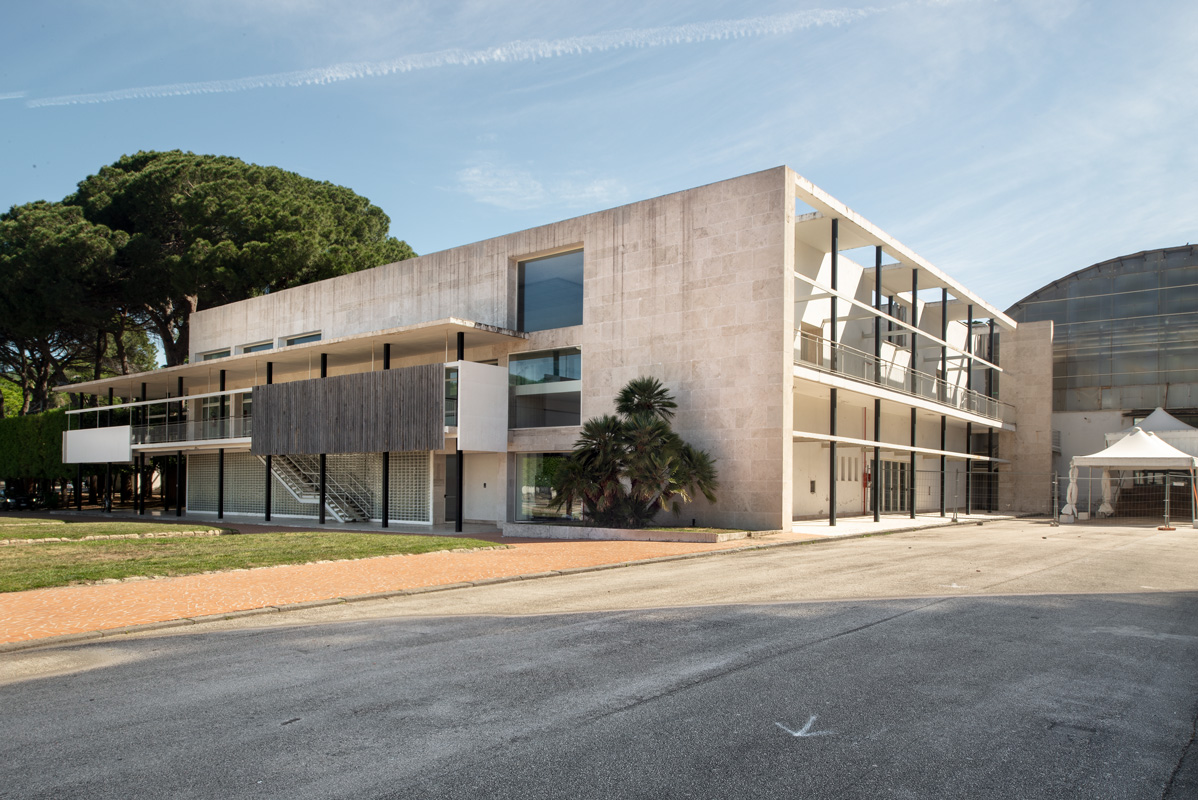
Padiglione dell'America Latina, 1948-1952, con Arrigo Marsiglia e Alfredo Sbriziolo

Michele Capobianco (Vitulano, 8 giugno 1921 – Napoli, ottobre 2005) è stato un architetto italiano.

## Biografia
Nato l'8 giugno 1921 a Vitulano, in provincia di Benevento, Capobianco si laureò in architettura, insieme ad altri ventidue studenti, nel 1946. Negli anni universitari fu allievo di Marcello Canino, presso il cui studio lavorò sin dal 1943. Subito dopo la laurea aprì uno studio con Arrigo Marsiglia e Alfredo Sbriziolo. Nel 1948 ci furono le prime commissioni: un edificio a Poggioreale (1948), il padiglione dell'America Latina (1948-52) ed alcuni edifici per abitazioni al Parco Commola Ricci (1952-55). Nel 1950, in seguito ad una vista eseguita da una delegazione di professori e studenti svedesi per studiare i nuovi quartieri popolari, Capobianco, sollecitato da alcuni architetti svedesi, fu invitato ad andare in Svezia. A Stoccolma frequentò Sven Markelius e studiò la cultura urbanistica nordica, ritornato a Napoli fu chiamato da Canino per sostenere l'esame di libera docenza. Nel 1955 progettò un palazzo per abitazioni a piazzetta Santo Stefano per il quale vinse il premio INArch nel 1961, contemporaneamente con Giulio De Luca progettò l'edificio Decina al Parco Grifeo.
Negli anni sessanta fu attivo, come molti altri, nella progettazione di quartieri popolari e nel 1964, insieme a Riccardo Dalisi e Massimo Pica Ciamarra, realizzò il Palazzo della Nuova Borsa Merci. Divenne professore Emerito di Progettazione architettonica alla Facoltà dell'università Federico II dal 1973 al 1988. Collaborò insieme a Pica Ciamarra e Corrado Beguinot alla progettazione del palazzo di Giustizia, i cui lavori terminarono dopo l'incendio della torre più alta. Suo anche il progetto per un nuovo edificio per il X liceo scientifico (oggi liceo Elio Vittorini) nel quartiere Arenella, con lo scopo di servire soprattutto il nuovo Rione Alto. Negli anni ottanta progettò a Miano alcuni quartieri popolari realizzati nell'ottica del PSER, diversi edifici nel Centro Direzionale di Napoli e le stazioni della metropolitana Vanvitelli, Medaglie d'Oro e Colli Aminei. Nel 1992 vinse un secondo premio Inarch e successivamente fondò la rivista di architettura ArQ. Il figlio Lorenzo ha intrapreso anch'egli la carriera di architetto, proseguendo alcuni cantieri del padre come il restyling della Stazione Vanvitelli al Vomero, la prima stazione d'arte del progetto della nuova metropolitana di Napoli.
Morì nell'ottobre 2005.